# Luciana Ottaviani
Luciana Ottaviani, também conhecida pelo pseudônimo Jessica Moore (Urbino, 8 de agosto de 1967) é uma atriz italiana aposentada que atuou de 1986 a 1989, atuando principalmente em filmes de drama erótico e terror. Ela é mais conhecida por seu papel como a escritora e libertina Sarah Asproon nos filmes de sucesso comercial Eleven Days, Eleven Nights (1987) e Top Model (1988), ambos produzidos e dirigidos por Joe D'Amato. Em produções italianas, ela às vezes é creditada como Gilda Germano.

## Início de vida
Jessica Moore nasceu em 8 de agosto de 1967, como Luciana Ottaviani em Urbino. Ela se mudou para Pésaro.

## Carreira
De 1986 a 1989, ela apareceu em cerca de 10 filmes.
Ela entrou no cinema por acaso, apresentada por Pamela Prati e sua agência de modelos a Joe D'Amato, por quem estreou em La monaca nel peccato (1986) sob seu nome de nascimento, atuando em um papel coadjuvante como Irmã Ursula. Ela se tornou conhecida por sua segunda colaboração com D'Amato, o drama erótico Eleven Days, Eleven Nights (1987), no qual atuou como a protagonista Sarah Asproon, uma escritora e libertina. O filme virou seu modelo, 9½ Weeks de Adrian Lyne, de cabeça para baixo ao trocar os papéis de gênero e fez sucesso internacional. No ano seguinte, Ottaviani retornou como Sarah Asproon na sequência Top Model. Ottaviani lembra que foi apelidada de brincadeira de "la campagnola" ("a garota do campo") no set, pois tinha vergonha e hesitava antes de se tornar alegre no final. Ela também se lembra de confiar em D'Amato e se sentir muito à vontade, mas também que ele fez certas "piadas" e "truques de edição" e uma série de cenas das quais ela não gostou.
Do final de 1987 ao início de 1988, ela apareceu na televisão como uma das dançarinas "ragazze coccodé" ("garotas cacarejo") de Renzo Arbore em Indietro tutta! e em 1989 no segundo episódio da série de televisão Classe di ferro. Ela continuou atuando em papéis coadjuvantes em filmes de terror e outros gêneros lançados nos cinemas até 1989. Ottaviani posteriormente se aposentou da indústria cinematográfica. De acordo com D'Amato, seu parceiro não queria que ela assumisse papéis eróticos.
Como modelo, ela apareceu na Playboy, Playmen e Gin Fizz / Gin Film.
Para o lançamento do DVD italiano de Eleven Days, Eleven Nights pela CG Home Video em 2010, um documentário intitulado Ultimo Tango a New Orleans foi feito por Manlio Gomarasca e Davide Pulici, no qual Ottaviani relata suas experiências filmando com D'Amato na América.

## Filmografia

### Cinema
- Convent of Sinners (1986)
- Eleven Days, Eleven Nights (1987)
- Top model (1988)
- Riflessi di luce (1988)
- Non aver paura della zia Marta (1988)
- Sodoma's Ghost (1988)
- Escape from death (1989)
- Violence selz (1989)
- A Cat in the Brain (1989) (apenas filmagens de arquivo)

### Televisão
- Il Veneziano - Vita e amori di Giacomo Casanova (1986) – Filme para televisão (creditada como Gilda Germano)
- Indietro tutta! (1987/1988)
- Cheeeese (1988) – Filme para televisão
- Classe di ferro (1989) - Série de televisão (creditada como Gilda Germano)